# 尖草坪区
尖草坪区（せんそうへい-く）は中華人民共和国山西省太原市に位置する市轄区。

## 行政区画
- 街道:尖草坪街道、光社街道、上蘭街道、南寨街道、迎新街道、古城街道、匯豊街道、柴村街道、新城街道
- 鎮:向陽鎮、陽曲鎮
- 郷:柏板郷、西墕郷